# Штормовое предупреждение (альбом)
«Штормовое предупреждение» — восьмой и последний студийный альбом группы Flëur, выпущенный 21 октября 2014 года лейблом Cardiowave. Выход альбома предварял сингл «Знаки», появившийся в начале марта.
В «Штормовое предупреждение» вошли как уже известные песни («Железо поёт», «Кислород», «После кораблекрушения», «Рамки», «Утешитель», «Магия»), появившиеся и исполнявшиеся группой на концертах в 2013 и 2014 годах, так и премьеры («Мы летали», «Тростник», «Зеркальный портал», «Черта»). Песня «Утешитель» изначально появилась на сингле «Знаки» и позднее вошла в альбом в немного иной версии.

## Список композиций
| №   | Название                | Длительность |
| --- | ----------------------- | ------------ |
| 1.  | «Интро»                 | 0:16         |
| 2.  | «Железо поёт»           | 4:42         |
| 3.  | «Мы летали»             | 4:57         |
| 4.  | «Кислород»              | 6:14         |
| 5.  | «После кораблекрушения» | 5:20         |
| 6.  | «Рамки»                 | 5:11         |
| 7.  | «Тростник»              | 6:44         |
| 8.  | «Утешитель»             | 5:19         |
| 9.  | «Зеркальный портал»     | 5:19         |
| 10. | «Магия»                 | 5:25         |
| 11. | «Черта»                 | 5:35         |

## Участники записи
- Ольга Пулатова — вокал, фортепиано
- Елена Войнаровская — вокал, гитара, фортепиано, металлофон
- Екатерина Котельникова — синтезатор, фортепиано, бэк-вокал
- Анастасия Кузьмина — скрипка, эрху
- Алексей Ткачевский — барабаны
- Евгений Чеботаренко — бас-гитара
- Андрей Басов — электрогитара
- Олег Митрофанов — гитары (3, 5, 9)
- Сергей Дворецкий — электрогитара (7)
- Дарья Богословская — виолончель (7)
- Виктория Баранова — виолончель (5, 9)
- Зоя Рудько — саксофон (3)